# Bernhard Jansson
Johan Bernhard Jansson, född 24 juni 1890 i Adolf Fredriks församling, Stockholm, död 16 januari 1949 i S:t Matteus församling, Stockholm, var en svensk kompositör och musiker (violin).
Han är begravd på Norra begravningsplatsen utanför Stockholm.